# Haruka Aizawa
Haruka Aizawa (japonès: あいざわ遥)  (Gifu, 21 de maig de 1970) també coneguda com a Kotone Kuroki, és una autora i il·lustradora de manga japonesa. Una de les seves obres més notables va ser Colorful Palette.

## Treballs
- Garasu-iro no BOY (ガラス色のＢＯＹ)[2]
- Tenshi ni Onegai (天使にお願い)[3]
- Colorful pallet (カラフル・パレット)[4]
- Hana wo sakasou (花を咲かそう)
- Seifuku no Boy (制服のＢＯＹ) - The School Uniform Boy
- Kimi ni Okuru Yell (君におくるエール)
- Ichirin no Hanataba (一輪の花束)
- Kiyoshi to Kono Yoru (キヨシとこの夜)
- Osatou Kandzume (お砂糖缶づめ)
- Jikai wo otanoshimi ni (次回をおたのしみに) - Looking Forward to Next Time
- Ohimesama to Hana to Chou (お姫さまと花と蝶)
- Rafia no Ribon (ラフィアのリボン)
- Kiss no Kamikazari
- Orange Koucha (オレンジ紅茶)
- Mozaiku no Sakana
- Beads no Yubiwa (ビーズの指輪)